# Saison 8 de Grey's Anatomy
Chronologie
Saison 7 Saison 9
La saison 8 de la série télévisée Grey's Anatomy débute en septembre 2011 et s'achève en mai 2012 sur le réseau américain ABC, avec un total de 24 épisodes.

## Généralités
Le 10 janvier 2011, ABC a officiellement renouvelé la série pour une 8e saison.
Cette saison de 24 épisodes a débuté le 22 septembre 2011 aux États-Unis.

## Intrigues
Meredith, Cristina, Alex, Jackson et April entament leur cinquième et dernière année en tant que résidents. Mais les choses se compliquent lorsque le chef de l’hôpital prend une décision qui attriste tout le personnel. Pendant ce temps, Meredith et Derek luttent pour sauver leur relation alors qu’ils cherchent à adopter une petite fille. Cristina, quant à elle, doit faire face à un choix difficile qui risque de ruiner son mariage.

## Distribution
Shonda Rhimes a confirmé que tous les personnages sont de retour pour cette saison, car tous veulent continuer l'aventure.

### Acteurs principaux
- Ellen Pompeo (VF : Céline Mauge) : Dr Meredith Shepherd (24/24)
- Sandra Oh (VF : Yumi Fujimori) : Dr Cristina Hunt (24/24)
- Justin Chambers (VF : Sébastien Desjours) : Dr Alex Karev (24/24)
- Chandra Wilson (VF : Zaïra Benbadis) : Dr Miranda Bailey (24/24)
- James Pickens, Jr. (VF : Said Amadis) : Dr Richard Webber (24/24)
- Sara Ramirez (VF : Edwige Lemoine) : Dr Callie Torres-Robbins (24/24)
- Eric Dane (VF : Renaud Marx) : Dr Mark Sloan (24/24)
- Chyler Leigh (VF : Véronique Desmadryl) : Dr Lexie Grey (23/24)
- Kevin McKidd (VF : Alexis Victor) : Dr Owen Hunt (24/24)
- Jessica Capshaw (VF : Véronique Alycia) : Dr Arizona Robbins (24/24)
- Kim Raver (VF : Juliette Degenne) : Dr Teddy Burton  (23/24)
- Sarah Drew (VF : Sophie Froissard) : Dr April Kepner (24/24)
- Jesse Williams(VF : Geoffrey Vigier) : Dr Jackson Avery (24/24)
- Patrick Dempsey (VF : Damien Boisseau) : Dr Derek Shepherd (24/24)

### Acteurs récurrents
- Jason George (VF : Denis Laustriat) : Dr Ben Warren (8 épisodes)
- Scott Foley (VF : Mathias Kozlowski) : Henry Burton (6 épisodes)
- Janora McDuffie : Janette, l'assistante sociale responsable de Zola (épisodes 1, 2, 5 et 10)
- Debbie Allen (VF : Dominique Westberg) : Dr Catherine Avery (épisodes 5, 17, 21 et 22)
- Jael Moore et Jela.K Moore Zola Grey-Shepherd

### Invités
- Daniel Sunjata (VF : Tanguy Goasdoué) : Infirmier Eli (épisodes 4 et 5)
- Holland Roden (VF : Ingrid Donnadieu) : Gretchen Shaw, la mère des siamoises (épisode 11)
- Brendan Michael Coughlin : Charley Evans, le père des siamoises (épisode 11)
- Caterina Scorsone (VF : Élisabeth Ventura) : Dr Amelia Shepherd (épisode 15)
- Kate Walsh (VF : Anne Deleuze) : Dr Addison Forbes-Montgomery (épisode 13)
- Kate Burton (VF : Évelyne Grandjean) : Ellis Grey, la mère de Meredith (épisode 13)
- Robert Baker (VF : Olivier Chauvel) : Dr Charles Percy (Personnage récurrent mort à la fin de la 6e saison) (épisode 13)
- Summer Glau (VF : Olivia Luccioni) : Emily (infirmière) (épisodes 16 et 17)
- William Daniels (VF : Michel Ruhl) : Dr Craig Thomas, ami de Cristina Yang à l'hôpital du Minnesota (épisode 22)

## Épisodes
Les titres français des épisodes sont ceux de leur diffusion sur ITunes et sont acceptables étant donné qu'il s'agit aussi d'un mode de diffusion.

### Épisode 1:Quand tout s'écroule
- États-Unis /  Canada : 22 septembre 2011 sur ABC / CTV
- Suisse : 14 juin 2012 sur RTS Un[1]
- Belgique : 7 juillet 2012 sur RTL TVI[2]
- Québec : 22 septembre 2012 sur Radio-Canada
- France : 24 avril 2013 sur TF1

- États-Unis : 10,38 millions de téléspectateurs[3] (Première diffusion)
- Canada : 2,312 millions de téléspectateurs[4]
- France : 5,73 millions de téléspectateurs[5] (première diffusion)

- Mackenzie Astin (en) (Danny)
- Amy Price-Francis (Susannah)
- Robin Weigert (Karen)

### Épisode 2:Instinct de leader
- États-Unis /  Canada : 22 septembre 2011 sur ABC / CTV
- Suisse : 14 juin 2012 sur RTS Un
- Belgique : 7 juillet 2012 sur RTL TVI
- Québec : 29 septembre 2012 sur Radio-Canada
- France : 24 avril 2013 sur TF1

- États-Unis : 10,38 millions de téléspectateurs[3] (Première diffusion)
- Canada : 2,312 millions de téléspectateurs[4]
- France : 5,36 millions de téléspectateurs[5] (première diffusion)

- Mackenzie Astin (en) (Danny)
- Amy Price-Francis (Susannah)
- Scott Foley (Henry)
- Mitch Pileggi (Larry Jennings)

### Épisode 3:Prendre la main
- États-Unis /  Canada : 29 septembre 2011 sur ABC / CTV
- Suisse : 21 juin 2012 sur RTS Un
- Belgique : 14 juillet 2012 sur RTL TVI
- Québec : 6 octobre 2012 sur Radio-Canada
- France : 1er mai 2013 sur TF1

- États-Unis : 10,2 millions de téléspectateurs[6] (Première diffusion)
- Canada : 2,382 millions de téléspectateurs[7]
- France : 5,24 millions de téléspectateurs[8] (première diffusion)

### Épisode 4:Les Hommes, les vrais
- États-Unis /  Canada : 6 octobre 2011 sur ABC / CTV
- Suisse : 21 juin 2012 sur RTS Un
- Belgique : 14 juillet 2012 sur RTL TVI
- Québec : 13 octobre 2012 sur Radio-Canada
- France : 1er mai 2013 sur TF1

- États-Unis : 8,7 millions de téléspectateurs[9] (Première diffusion)
- Canada : 1,404 million de téléspectateurs[10]
- France : 5,13 millions de téléspectateurs[8] (première diffusion)

- Daniel Sunjata (Eli)
- Jason George (Ben)
- Jeremy Howard (Keith)
- Todd Buonopane (Greg)
- Matt Doherty (Carter)

Cet épisode met en avant le point de vue des hommes de la série.

### Épisode 5:Et la femme créa l'homme…
- États-Unis /  Canada : 13 octobre 2011 sur ABC / CTV
- Suisse : 28 juin 2012 sur RTS Un
- Belgique : 21 juillet 2012 sur RTL TVI
- Québec : 20 octobre 2012 sur Radio-Canada
- France : 8 mai 2013 sur TF1

- États-Unis : 9,972 millions de téléspectateurs[11] (Première diffusion)
- Canada : 2,218 millions de téléspectateurs[12]
- France : 4,84 millions de téléspectateurs[13] (première diffusion)

- Daniel Sunjata (Eli)
- Jason George (Ben)
- Debbie Allen (Catherine Avery)
- Mason McCulley (Ryan)
- Robert Hoffman (Chad)

### Épisode 6:Les Mauvais Résultats
- États-Unis /  Canada : 20 octobre 2011 sur ABC / CTV
- Suisse : 28 juin 2012 sur RTS Un
- Belgique : 21 juillet 2012 sur RTL TVI
- Québec : 27 octobre 2012 sur Radio-Canada
- France : 8 mai 2013 sur TF1

- États-Unis : 9,54 millions de téléspectateurs[14] (Première diffusion)
- Canada : 2,246 millions de téléspectateurs[15]
- France : 4,66 millions de téléspectateurs[13] (première diffusion)

- Jake Abel
- Lee Majors (Chuck Cain)

### Épisode 7:Marquer des points
- États-Unis /  Canada : 27 octobre 2011 sur ABC / CTV
- Suisse : 5 juillet 2012 sur RTS Un
- Belgique : 28 juillet 2012 sur RTL TVI
- Québec : 3 novembre 2012 sur Radio-Canada
- France : 15 mai 2013 sur TF1

- États-Unis : 9,93 millions de téléspectateurs[16] (Première diffusion)
- Canada : 2,374 millions de téléspectateurs[17]
- France : 5,47 millions de téléspectateurs[18] (première diffusion)

- Scott Foley (Henry Burton)

### Épisode 8:Le Cœur dans la boîte
- États-Unis /  Canada : 3 novembre 2011 sur ABC / CTV
- Suisse : 5 juillet 2012 sur RTS Un
- Belgique : 28 juillet 2012 sur RTL TVI
- Québec : 10 novembre 2012 sur Radio-Canada
- France : 15 mai 2013 sur TF1

- États-Unis : 9,52 millions de téléspectateurs[19] (Première diffusion)
- Canada : 2,273 millions de téléspectateurs[20]
- France : 5,03 millions de téléspectateurs[18] (première diffusion)

- Debra Monk (Louise O'Malley)
- Vedette Lim (Dr Polly Preston)
- Scott Foley (Henry Burton)
- Alfre Woodard (Justine Campbell)

### Épisode 9:À l'aveugle
- États-Unis /  Canada : 10 novembre 2011 sur ABC / CTV
- Suisse : 12 juillet 2012 sur RTS Un
- Belgique : 4 août 2012 sur RTL TVI
- Québec : 17 novembre 2012 sur Radio-Canada
- France : 22 mai 2013 sur TF1

- États-Unis : 11,29 millions de téléspectateurs[21] (Première diffusion)
- Canada : 2,343 millions de téléspectateurs[22]
- France : 6,03 millions de téléspectateurs[23] (première diffusion)

- Scott Foley (Henry Burton)
- Dylan Bruno (Griffin)
- Scott Klace (Dr Jordan Wagner)

### Épisode 10:État de choc
- États-Unis /  Canada : 5 janvier 2012 sur ABC / CTV
- Suisse : 12 juillet 2012 sur RTS Un
- Belgique : 4 août 2012 sur RTL TVI
- Québec : 24 novembre 2012 sur Radio-Canada
- France : 22 mai 2013 sur TF1

- États-Unis : 12,12 millions de téléspectateurs[24] (Première diffusion)
- Canada : 2,212 millions de téléspectateurs[25]
- France : 5,86 millions de téléspectateurs[23] (première diffusion)

- Scott Foley (Henry Burton)
- Jason George (Ben)
- Dylan Bruno (Griffin)
- Holley Fain (Julia)
- Stella Maeve (Lily)

### Épisode 11:Répétition générale
- États-Unis /  Canada : 12 janvier 2012 sur ABC / CTV
- Suisse : 19 juillet 2012 sur RTS Un
- Belgique : 11 août 2012 sur RTL TVI
- Québec : 1er décembre 2012 sur Radio-Canada
- France : 29 mai 2013 sur TF1

- États-Unis : 10,71 millions de téléspectateurs[26] (Première diffusion)
- Canada : 2,035 millions de téléspectateurs[27]
- France : 5,79 millions de téléspectateurs[28] (première diffusion)

- Jason George (Ben)
- Holland Roden (Gretchen Shaw)
- Brendan Coughlin (Charley Evans)

### Épisode 12:Cas désespérés
- États-Unis /  Canada : 19 janvier 2012 sur ABC / CTV
- Suisse : 19 juillet 2012 sur RTS Un
- Belgique : 11 août 2012 sur RTL TVI
- Québec : 8 décembre 2012 sur Radio-Canada
- France : 29 mai 2013 sur TF1

- États-Unis : 9,42 millions de téléspectateurs[29] (Première diffusion)
- Canada : 2,083 millions de téléspectateurs[30]
- France : 5,57 millions de téléspectateurs[28] (première diffusion)

- Loretta Devine (Adele Webber)
- Nia Vardalos (Karen)
- Peri Gilpin (Marci)

### Épisode 13:Et si…
- États-Unis /  Canada : 2 février 2012 sur ABC / CTV
- Suisse : 26 juillet 2012 sur RTS Un
- Belgique : 18 août 2012 sur RTL TVI
- Québec : 19 janvier 2013 sur Radio-Canada
- France : 12 juin 2013 sur TF1

- États-Unis : 9,71 millions de téléspectateurs[31] (Première diffusion)
- Canada : 1,963 million de téléspectateurs[32]
- France : 5,77 millions de téléspectateurs[33] (première diffusion)

- Kate Burton (Ellis Grey)
- Kate Walsh (Addison Forbes-Montgomery)
- Robert Baker (Charles Percy)

### Épisode 14:Besoin d'amour
- États-Unis /  Canada : 9 février 2012 sur ABC / CTV
- Suisse : 26 juillet 2012 sur RTS Un
- Belgique : 18 août 2012 sur RTL TVI
- Québec : 26 janvier 2013 sur Radio-Canada
- France : 12 juin 2013 sur TF1

- États-Unis : 10,27 millions de téléspectateurs[34] (Première diffusion)
- Canada : 2,086 millions de téléspectateurs[35]
- France : 5,33 millions de téléspectateurs[33] (première diffusion)

- Jason George (Ben)

### Épisode 15:Une boucherie!
- États-Unis /  Canada : 16 février 2012 sur ABC / CTV
- Suisse : 2 août 2012 sur RTS Un
- Belgique : 25 août 2012 sur RTL TVI
- Québec : 2 février 2013 sur Radio-Canada
- France : 12 juin 2013 sur TF1

- États-Unis : 8,31 millions de téléspectateurs[36] (Première diffusion)
- Canada : 1,817 million de téléspectateurs[37]
- France : 4,58 millions de téléspectateurs[33] (première diffusion)

- Caterina Scorsone (Amelia Shepherd)
- Amanda Fuller (Morgan)

### Épisode 16:Mauvaises Interprétations
- États-Unis /  Canada : 23 février 2012 sur ABC / CTV
- Suisse : 2 août 2012 sur RTS Un
- Belgique : 25 août 2012 sur RTL TVI
- Québec : 9 février 2013 sur Radio-Canada
- France : 19 juin 2013 sur TF1

- États-Unis : 9,06 millions de téléspectateurs[38] (Première diffusion)
- Canada : 2,074 millions de téléspectateurs[39]
- France : 5,36 millions de téléspectateurs[40] (première diffusion)

- Loretta Devine (Adele Webber)
- Summer Glau (Infirmière Emily)
- Amanda Fuller (Morgan)

### Épisode 17:Un pas de trop
- États-Unis /  Canada : 15 mars 2012 sur ABC / CTV
- Suisse : 9 août 2012 sur RTS Un
- Belgique : 1 septembre 2012 sur RTL TVI
- Québec : 16 février 2013 sur Radio-Canada
- France : 19 juin 2013 sur TF1

- États-Unis : 9,62 millions de téléspectateurs[41] (Première diffusion)
- Canada : 2,151 millions de téléspectateurs[42]
- France : 5,21 millions de téléspectateurs[40] (première diffusion)

- Rebecca Hazlewood (Dr Mara Keaton)
- Summer Glau (Infirmière Emily)
- Debbie Allen (Dr Catherine Avery)
- Amanda Fuller (Morgan)
- James Avery (Sam)

### Épisode 18:Rencontre avec un lion
- États-Unis /  Canada : 5 avril 2012 sur ABC / CTV
- Suisse : 9 août 2012 sur RTS Un
- Belgique : 1 septembre 2012 sur RTL TVI
- Québec : 23 février 2013 sur Radio-Canada
- France : 19 juin 2013 sur TF1

- États-Unis : 8,19 millions de téléspectateurs[43] (Première diffusion)
- Canada : 1,692 million de téléspectateurs[44]
- France : 4,67 millions de téléspectateurs[40] (première diffusion)

- Elizabeth Franz (Emma)
- Rance Howard (Martin)
- Amanda Fuller (Intern Morgan)
- Danny Strong (Paul)

### Épisode 19:Système de soutien
- États-Unis /  Canada : 12 avril 2012 sur ABC / CTV
- Suisse : 16 août 2012 sur RTS Un
- Belgique : 8 septembre 2012 sur RTL TVI
- Québec : 2 mars 2013 sur Radio-Canada
- France : 26 juin 2013 sur TF1

- États-Unis : 8,85 millions de téléspectateurs[45] (Première diffusion)
- Canada : 1,868 million de téléspectateurs[46]
- France : 5,6 millions de téléspectateurs[47] (première diffusion)

### Épisode 20:Se détacher… et avancer
- États-Unis /  Canada : 19 avril 2012 sur ABC / CTV
- Suisse : 16 août 2012 sur RTS Un
- Belgique : 8 septembre 2012 sur RTL TVI
- Québec : 9 mars 2013 sur Radio-Canada
- France : 26 juin 2013 sur TF1

- États-Unis : 9,82 millions de téléspectateurs[48] (Première diffusion)
- Canada : 2,034 millions de téléspectateurs[49]
- France : 5,6 millions de téléspectateurs[47] (première diffusion)

- Loretta Devine (Adèle Webber)
- Vanessa Marano (Holly Weeler)

### Épisode 21:Quand il faut y aller
- États-Unis /  Canada : 26 avril 2012 sur ABC / CTV
- Suisse : 23 août 2012 sur RTS Un
- Belgique : 15 septembre 2012 sur RTL TVI
- Québec : 16 mars 2013 sur Radio-Canada
- France : 26 juin 2013 sur TF1

- États-Unis : 9,45 millions de téléspectateurs[50] (Première diffusion)
- Canada : 1,841 million de téléspectateurs[51]
- France : 4,9 millions de téléspectateurs[47] (première diffusion)

- Debbie Allen (Catherine Avery)

### Épisode 22:Moment de vérité
- États-Unis /  Canada : 3 mai 2012 sur ABC / CTV
- Suisse : 23 août 2012 sur RTS Un
- Belgique : 15 septembre 2012 sur RTL TVI
- Québec : 23 mars 2013 sur Radio-Canada
- France : 3 juillet 2013 sur TF1

- États-Unis : 9,24 millions de téléspectateurs[52] (Première diffusion)
- Canada : 2,266 millions de téléspectateurs[53]
- France : 6,1 millions de téléspectateurs[54] (première diffusion)

- Debbie Allen (Catherine Avery)
- Jordan Belfi (Nick)
- William Daniels (Dr Thomas, l'examinateur de Cristina)
- David DeLuise (Charlie Konner)

### Épisode 23:La Grande Migration
- États-Unis /  Canada : 10 mai 2012 sur ABC / CTV
- Suisse : 30 août 2012 sur RTS Un
- Belgique : 22 septembre 2012 sur RTL TVI
- Québec : 30 mars 2013 sur Radio-Canada
- France : 3 juillet 2013 sur TF1

- États-Unis : 9,82 millions de téléspectateurs[55] (Première diffusion)
- Canada : 2,196 millions de téléspectateurs[56]
- France : 5,94 millions de téléspectateurs[54] (première diffusion)

- Jason George (Ben)
- Jordan Belfi (Nick)

### Épisode 24:Le vent tourne
- États-Unis /  Canada : 17 mai 2012 sur ABC[57] / CTV
- Suisse : 30 août 2012 sur RTS Un
- Belgique : 22 septembre 2012 sur RTL TVI
- Québec : 6 avril 2013 sur Radio-Canada
- France : 3 juillet 2013 sur TF1

- États-Unis : 11,44 millions de téléspectateurs[58] (Première diffusion)
- Canada : 2,671 millions de téléspectateurs[59]
- France : 5,8 millions de téléspectateurs[54] (première diffusion)

- Jason George (Ben)
- Katherine Heigl (Izzie Stevens) (En Flashback en début d'épisode)
- T.R. Knight (George O'Malley) (En Flashback en début d'épisode)

- 24 heures avant la diffusion aux États-Unis, un aperçu de 7 minutes a été diffusé sur ABC et mis en ligne sur internet.
- Lors des premières minutes on peut apercevoir Izzie et George en flashback.

## Audiences aux États-Unis
| N° d'épisode | Titre français            | Titre original           | Chaîne | Date de diffusion originale | États-Unis (en millions de téléspectateurs) | Pdm sur les 18/49 ans |
| ------------ | ------------------------- | ------------------------ | ------ | --------------------------- | ------------------------------------------- | --------------------- |
| 1            | Quand tout s'écroule      | Free Falling             | ABC    | 22 septembre 2011           | 10.38                                       | 4.1/10                |
| 2            | Instinct de leader        | She's Gone               | ABC    | 22 septembre 2011           | 10.38                                       | 4.1/10                |
| 3            | Prendre en main           | Take the Lead            | ABC    | 29 septembre 2011           | 10.20                                       | 3.6/9                 |
| 4            | Les Hommes, les vrais     | What Is It About Men     | ABC    | 6 octobre 2011              | 8.70                                        | 3.1/8                 |
| 5            | Et la femme créa l'homme… | Love, Loss and Legacy    | ABC    | 13 octobre 2011             | 9.97                                        | 3.6/9                 |
| 6            | Les Mauvais Résultats     | Poker face               | ABC    | 20 octobre 2011             | 9.54                                        | 3.6/9                 |
| 7            | Marquer des points        | Put Me In, Coach         | ABC    | 27 octobre 2011             | 9.93                                        | 3.7/9                 |
| 8            | Le Cœur dans la boîte     | Heart-Shaped Box         | ABC    | 3 novembre 2011             | 9.52                                        | 3.6/9                 |
| 9            | À l'aveugle               | Dark Was the Night       | ABC    | 10 novembre 2011            | 11.29                                       | 4.1/10                |
| 10           | État de choc              | Suddenly                 | ABC    | 5 janvier 2012              | 12.12                                       | 4.5/11                |
| 11           | Répétition générale       | This Magic Moment        | ABC    | 12 janvier 2012             | 10.71                                       | 3.8/10                |
| 12           | Cas désespérés            | Hope for the Hopeless    | ABC    | 19 janvier 2012             | 9.42                                        | 3.5/8                 |
| 13           | Et si…                    | If/Then                  | ABC    | 2 février 2012              | 9.71                                        | 3.6/9                 |
| 14           | Besoin d'amour            | All You Need Is Love     | ABC    | 9 février 2012              | 10.27                                       | 4.0/10                |
| 15           | Une boucherie !           | Have You Seen Me Lately? | ABC    | 16 février 2012             | 8.31                                        | 3.2/8                 |
| 16           | Mauvaises interprétations | If Only You Were Lonely  | ABC    | 23 février 2012             | 9.06                                        | 3.1/8                 |
| 17           | Un pas de trop            | One Step Too Far         | ABC    | 15 mars 2012                | 9.62                                        | 3.0/8                 |
| 18           | Rencontre avec un lion    | The Lion Sleeps Tonight  | ABC    | 5 avril 2012                | 8.16                                        | 2.8/8                 |
| 19           | Système de soutien        | Support System           | ABC    | 12 avril 2012               | 8.85                                        | 2.9/8                 |
| 20           | Se détacher… et avancer   | The Girl With No Name    | ABC    | 19 avril 2012               | 9.82                                        | 3.3/9                 |
| 21           | Quand il faut y aller     | Moment of Truth          | ABC    | 26 avril 2012               | 9.45                                        | 3.3/9                 |
| 22           | Moment de vérité          | Let the Bad Times Roll   | ABC    | 3 mai 2012                  | 9.24                                        | 3.3/9                 |
| 23           | La Grande Migration       | Migration                | ABC    | 10 mai 2012                 | 9.82                                        | 3.5/10                |
| 24           | Le vent tourne            | Flight                   | ABC    | 17 mai 2012                 | 11.44                                       | 4.1/11                |